# Wiktar Huminski
Wiktar Alaksandrawicz Huminski (biał. Віктар Аляксандравіч Гумінскі, ros. Виктор Александрович Гуминский, Wiktor Aleksandrowicz Guminski; ur. 3 sierpnia 1955 w Swadbiczach w rejonie bereskim) – radziecki i białoruski wojskowy, pułkownik, oficer polityczny, następnie białoruski polityk; w latach 2001–2016 deputowany do Izby Reprezentantów Zgromadzenia Narodowego Republiki Białorusi II, III, IV i V kadencji, od 2010 zastępca przewodniczącego Izby Reprezentantów; zastępca przewodniczącego Republikańskiego Zjednoczenia Społecznego „Biała Ruś”.

## Życiorys
Urodził się 3 sierpnia 1955 we wsi Swadbicze, w rejonie bereskim obwodu brzeskiego Białoruskiej SRR, ZSRR. Ukończył Nowosybirską Wojskowo-Polityczną Szkołę Ogólnowojskową, uzyskując wykształcenie oficera politycznego z wyższym wykształceniem, Akademię Wojskowo-Polityczną im. Klementa Gottwalda w Bratysławie z wyższą specjalnością wojskowo-polityczną oraz Akademię Zarządzania przy Prezydencie Republiki Białorusi, uzyskując wykształcenie menedżera ekonomisty. Posiada wojskowy stopień pułkownika. Odbywał służbę w szeregach Armii Radzieckiej jako dowódca kompanii, batalionu, pułku, zastępca kierownika wydziału politycznego dywizji czołgowej, zastępca dowódcy dywizji czołgowej, kierownik wydziału 7 Armii Czołgów, kierownik wydziału 65 korpusu armijnego, zastępca dowódcy ds. pracy wychowawczej 65 korpusu armijnego Sił Zbrojnych Republiki Białorusi.
12 kwietnia 2001, w wyniku wyborów uzupełniających, został deputowanym do Izby Reprezentantów Zgromadzenia Narodowego Republiki Białorusi II kadencji z Borysowskiego Miejskiego Okręgu Wyborczego Nr 77. Pełnił w niej funkcję członka Komisji ds. Bezpieczeństwa Państwowego. Wchodził w skład grup deputackich „Jedność” i „Przyjaciele Bułgarii”. 16 listopada 2004 został deputowanym do Izby Reprezentantów III kadencji tego samego okręgu. Pełnił w niej funkcję zastępcy przewodniczącego Komisji ds. Bezpieczeństwa Państwowego. 27 października 2008 został deputowanym do Izby Reprezentantów IV kadencji z Borysowskiego Miejskiego Okręgu Wyborczego nr 62. Od 13 listopada 2008 był członkiem Narodowej Grupy Republiki Białorusi w Unii Międzyparlamentarnej. 4 czerwca 2010 został zastępcą przewodniczącego Izby Reprezentantów. 18 października 2012 został deputowanym do Izby Reprezentantów V kadencji z Borysowskiego Wiejskiego Okręgu Wyborczego Nr 63. Tego samego dnia został ponownie zastępcą przewodniczącego Izby. Jego kadencja w Izbie Reprezentantów zakończyła się 11 października 2016.
Pełni funkcję zastępcy przewodniczącego Rady Republikańskiego Zjednoczenia Społecznego „Biała Ruś”, a także przewodniczącego Mińskiej Organizacji Obwodowej tej organizacji.

## Nagrody
- Order Ojczyzny III klasy (6 grudnia 2011)[11];
- Order Honoru (Białoruś)[5];
- 6 medali ZSRR[3];
- 13 medali Republiki Białorusi;
- 2 medale Czechosłowacji;
- Gramota Pochwalna Zgromadzenia Narodowego Republiki Białorusi[9].

## Życie prywatne
Wiktar Huminski jest żonaty, ma syna i córkę. Potrafi posługiwać się językiem czeskim.